# تپه خارابا (گوی درق تپه سی)
تپه خارابا (گوی درق تپه سی) مربوط به دوره اشکانیان - دوره ساسانیان است و در شهرستان مراغه، بخش مرکزی، دهستان سراجوی شمالی، ۱/۵ کیلومتری روستای گوی درق سفلی واقع شده و این اثر در تاریخ ۱۸ اسفند ۱۳۸۷ با شمارهٔ ثبت ۲۵۲۲۰ به‌عنوان یکی از آثار ملی ایران به ثبت رسیده است.